# 谢夫
谢夫（法語：Cheffes，法語發音：[ʃɛf] ⓘ）是法国曼恩-卢瓦尔省的一个市镇，属于昂热区。

## 地理
谢夫（47°37'16"N, 0°30'27"W）面积17.35 平方千米，位于法国卢瓦尔河地区大区曼恩-卢瓦尔省，该省份为法国西部内陆省份，大致对应安茹地区，北起顺时针与马耶讷省、萨尔特省、安德尔-卢瓦尔省、维埃纳省、德塞夫勒省、旺代省、大西洋卢瓦尔省和伊勒-维莱讷省接壤。
与谢夫接壤的市镇（或旧市镇、城区）包括：布里奥莱、埃屈耶、埃特里谢、瑞瓦尔代伊、苏莱尔和布尔、蒂耶尔塞、莱欧当茹。

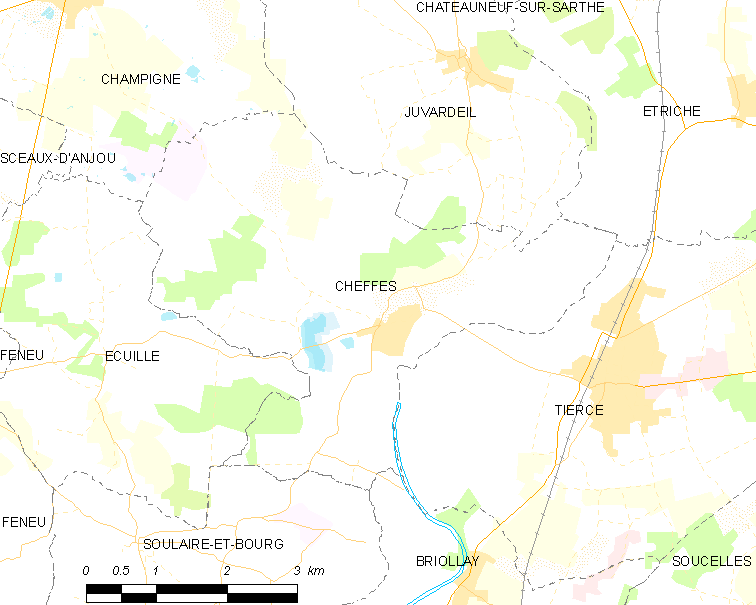
谢夫的OSM定位图

谢夫的时区为UTC+01:00、UTC+02:00（夏令时）。

## 行政
谢夫的邮政编码为49125，INSEE市镇编码为49090。

## 政治
谢夫所属的省级选区为蒂耶尔塞县。

## 人口

1962-2008年间谢夫人口变化图示

谢夫于2022年1月1日时的人口数量为1036人。